# Финокито (Салерно)
Финокито је насеље у Италији у округу Салерно, региону Кампанија.
Према процени из 2011. у насељу је живело 82 становника. Насеље се налази на надморској висини од 356 м.